# Heidrun Hartmann
Heidrun Elsbeth Klara Osterwald Hartmann, auch Heidi E. K. Hartmann, geb. Osterwald (* 5. August 1942 in Kolberg; † 11. Juli 2016 in Hamburg) war eine deutsche Botanikerin. Ihr botanisches Autorenkürzel lautet „H.E.K.Hartmann“.

## Leben und Wirken

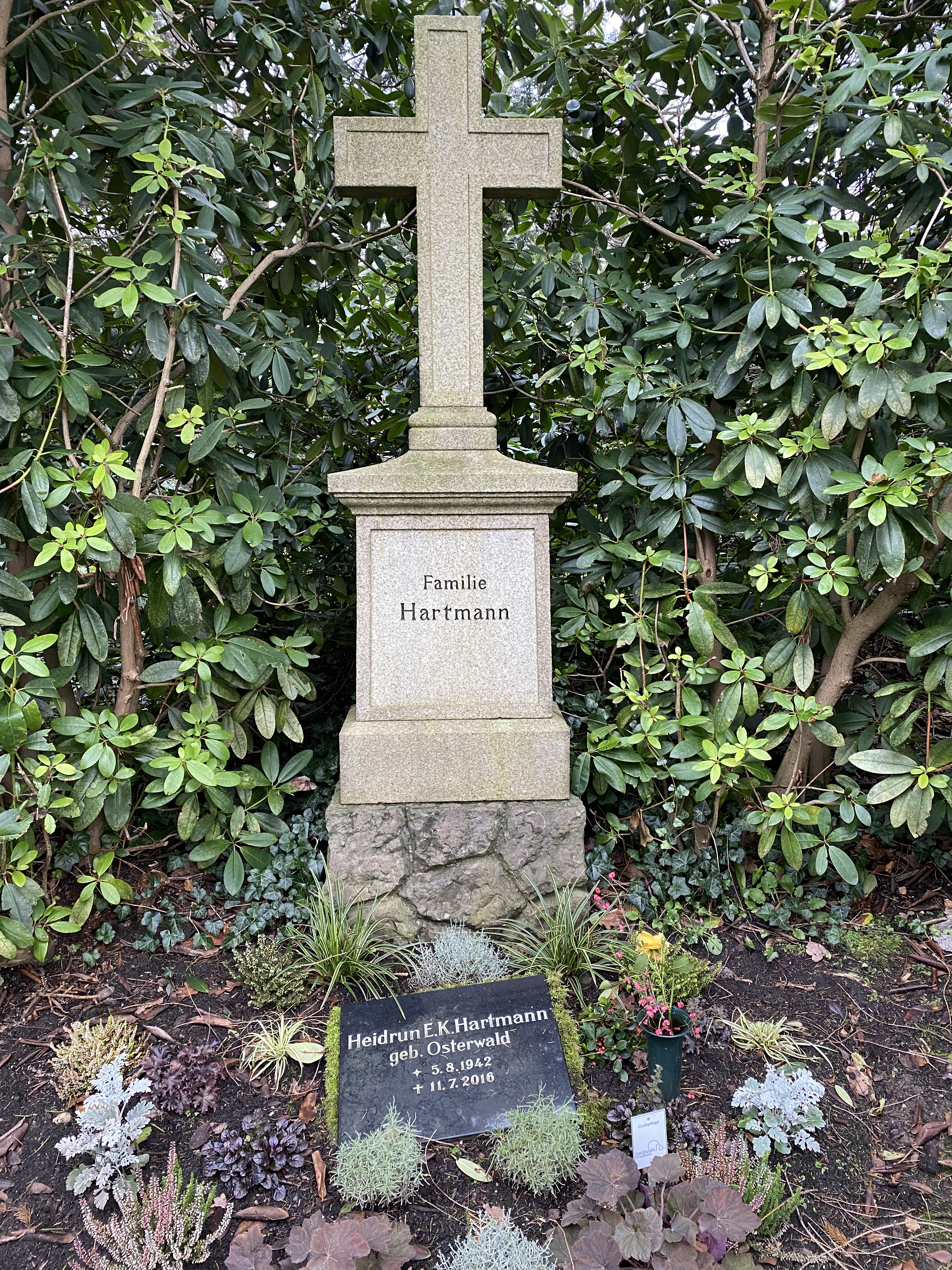
Grabstätte im Planquadrat Q 7 auf dem Friedhof Ohlsdorf

Von 1970 bis 2007 unterrichtete Hartmann an der Universität Hamburg im Fachbereich Systematische Botanik, seit ihrer Habilitation 1982 gehörte sie als Privatdozentin zur Gruppe der Professoren. Seit 1969 war ihr Forschungsschwerpunkt die Pflanzenfamilie der Aizoaceae aller Kontinente. Dabei beschäftigte sie sich mit fast allen Gattungen und veröffentlichte die Forschungsergebnisse in mehr als 130 Büchern und Aufsätzen. Seit 2001 untersuchte sie zusammen mit Sigrid Liede-Schumann (Bayreuth) die Morphologie und Molekularbiologie von Trianthema und seit 2007 auch von Drosanthemum und Delosperma. Das von ihr herausgegebene und zu großen Teilen selbst verfasste, zweibändige Handbuch  Aizoaceae , dessen 2. vollständig überarbeitete Auflage sie kurz vor ihrem Tod fertigstellte, gilt als Standardwerk für diese Pflanzenfamilie.
Hartmann war Mitglied der Linnean Society, der AETFAT und der Internationalen Organisation für Sukkulentenforschung.
Heidrun Hartmann war verheiratet mit Wilfried Hartmann und hat zwei erwachsene Töchter. Sie wurde auf dem Hamburger Friedhof Ohlsdorf oberhalb des Althamburgischen Gedächtnisfriedhofs beigesetzt.

## Ehrungen
1996 wurde die Gattung Hartmanthus durch Steven A. Hammer nach ihr benannt. 2012 erhielt eine Art der Gattung Gibbaeum den Namen Gibbaeum hartmannianum, 2018 eine Art der Gattung Delosperma den Namen Delosperma heidihartmanniae. Für 2013 wurde ihr der Cactus d’Or der Internationalen Organisation für Sukkulentenforschung (IOS) zugesprochen. 2015 verlieh ihr die Cactus and Succulent Society of America eine der beiden höchsten Auszeichnungen, die sie vergibt: den Fellow Award. Heidrun Hartmann erhielt ihn für außergewöhnliche Forschungsleistungen, Publikationen und Vorträge auf dem Gebiet sukkulenter Pflanzen.

## Veröffentlichungen (Auswahl)
- als Hrsg.: Aizoaceae A – E. Springer, Berlin 2002, ISBN 3-540-41691-9.
- als Hrsg.: Aizoaceae F – Z. Springer, Berlin 2002, ISBN 3-540-41723-0.
- Untersuchungen zum Merkmalsbestand und zur Taxonomie der Subtribus Leipoldtiinae (Mesembryanthemaceae) (= Bibliotheca botanica. Heft 136). Schweizerbart, Stuttgart 1983, ISBN 3-510-48007-4.
- als Hrsg.: Aizoaceae  Second Edition Volume 1 A – G. Springer, Berlin 2017, ISBN 978-3-662-49258-1.
- als Hrsg.: Aizoaceae  Second Edition Volume 2 H – Z. Springer, Berlin 2017, ISBN 978-3-662-49258-1.